# Гонсало Хара
Гонсало Хара (ісп. Gonzalo Jara, нар. 2 серпня 1985, Талькауано) — чилійський футболіст, захисник клубу «Універсідад де Чилі» та національної збірної Чилі.

## Клубна кар'єра
Народився 2 серпня 1985 року в місті Талькауано. Вихованець футбольної школи клубу «Уачіпато». Дорослу футбольну кар'єру розпочав 2003 року в основній команді того ж клубу, в якій провів один сезон, взявши участь у 69 матчах чемпіонату.
Своєю грою за цю команду привернув увагу представників тренерського штабу клубу «Коло-Коло», до складу якого приєднався 2007 року. Відіграв за команду із Сантьяго наступні три роки своєї ігрової кар'єри. Більшість часу, проведеного у складі «Коло-Коло», був основним гравцем захисту команди і допоміг команді двічі виграти Клаусуру і одного разу Апертуру Чилі.
26 серпня 2009 року Хара перейшов в англійський «Вест-Бромвіч Альбіон», який тільки-но вилетів з англійської Прем'єр-ліги, за 1,4 мільйона фунтів стерлінгів та підписав з командою контракт на три роки. Свій перший гол за «Вест Бромвіч Альбіон» Хара забив 7 листопада 2009 року в матчі проти «Лестер Сіті». У сезоні 2009/10 «Вест Бромвіч» з Харою в складі зайняв 2-е місце в Чемпіоншипі, тим самим повернувшись в Прем'єр-лігу, де продовжив виступати в основному складі.
21 жовтня 2011 року на правах оренди перейшов у «Брайтон енд Гоув Альбіон» з Чемпіоншіпу, де і грав до кінця сезону. Перед початком сезону 2012/13 повернувся в ВБА, але за півроку зіграв лише один матч в Прем'єр-лізі і 10 січня 2013 року був відданий в оренду до кінця сезону в інший клуб Чемпіоншіпу — «Ноттінгем Форест», який влітку викупив контракт гравця. Наразі встиг відіграти за команду з Ноттінгема 23 матчі в національному чемпіонаті.

## Виступи за збірну
Учасник молодіжного чемпіонату світу (U-20) 2005 року.
2006 року дебютував в офіційних матчах у складі національної збірної Чилі. 
У складі збірної був учасником розіграшу Кубка Америки 2007 року у Венесуелі, чемпіонату світу 2010 року у ПАР та розіграшу Кубка Америки 2011 року в Аргентині.
Наразі провів у формі головної команди країни 101 матч, забивши 3 голи.

## Титули і досягнення
- Переможець Кубка Америки: 2015, 2016